# Mameshiba (canción)
"Mameshiba" (マメシバ Mameshiba?) es el noveno sencillo de la cantante japonesa Maaya Sakamoto. La letra de "Mameshiba" fue escrita por la propia Maaya Sakamoto mientras que la letra de "Kuuki to Hoshi" fue escrita por Yūho Iwasato. La música fue compuesta y arreglada por Yoko Kanno.
"Mameshiba" se utilizó como tema final de la serie de anime Earth Girl Arjuna. La pista está incluida en el primer álbum de la banda sonora de la serie de anime. También se incluye en el álbum Lucy de Sakamoto.
El sencillo incluye la canción "Kuuki to Hoshi", que es una versión japonesa extendida de otra canción que se puede encontrar en el primer álbum de la banda sonora de Earth Girl Arjuna. La versión de la banda sonora se llama クウキトホシ (Kuuki to hoshi?) (pronunciado igual, pero usando solo katakana en el título) y es cantada por Chinatsu Yamamoto. Las letras fueron escritas por Gabriela Robin y están en un lenguaje inventado.

## Lista de canciones
1. "Mameshiba" (マメシバ Mameshiba?) ("Mameshiba" es un Shiba Inu)
2. "Air and Stars" (空気と星 Kuuki to hoshi?)
3. "Mameshiba" (マメシバ Mameshiba?)  (instrumental)

## Gráficos
| Gráfico                       | Pico </br> posición | Ventas | Semanas en </br> gráfico |
| ----------------------------- | ------------------- | ------ | ------------------------ |
| Sencillos Semanales de Oricon | 47                  | 7,990  | 2                        |